# Антонов Неон Васильович
Неон Васильович Антонов (19 січня 1907, село Красково Московського повіту Московської губернії, тепер Люберецького міського округу Московської області, Російська Федерація — 24 жовтня 1948, місто Хабаровськ, Російська Федерація) — радянський військово-морський діяч, контрадмірал (8.07.1945). Герой Радянського Союзу (14.09.1945). Депутат Верховної Ради СРСР 2-го скликання.

## Життєпис
Народився в родині залізничника. У 1921 році разом із родиною переїхав до міста Коломни. У 1925 році закінчив школу-дев'ятирічку 2-го ступеня в Коломні та вступив до комсомолу. У 1925—1926 роках працював на станції Коломна конторником товарної контори, контролером електромережі.
На Робітничо-Селянському Червоному Флоті з жовтня 1926 року. У квітні 1930 року закінчив Ленінградське військово-морське училище імені Фрунзе, направлений служити в морську прикордонну охорону ОДПУ СРСР на Далекому Сході.
З травня 1930 року служив вахтовим начальником прикордонного судна «ПС-10», з лютого 1932 року — штурманом прикордонного сторожового корабля «Воровський» Владивостоцького морського прикордонного загону, з вересня до грудня 1933 року виконував обов'язки помічника командира цього корабля.
З грудня 1933 до квітня 1936 року — помічник начальника штабу прикордонної флотилії НКВС СРСР на Далекому Сході.
З квітня 1936 до січня 1940 року — командир прикордонного сторожового корабля «Воровський» Владивостоцького морського прикордонного загону, який використовувався для охорони морського кордону СРСР в Охотському, Беринговому, Чукотському морях.
З січня 1940 до червня 1941 року навчався на командному факультеті Військово-морської академії імені Ворошилова. Після початку німецько-радянської війни достроково випущений з другого курсу.
Член ВКП(б) з 1941 року.
У червні 1941 — січні 1942 року — командир 1-го дивізіону канонерських човнів шхерного загону Червонопрапорного Балтійського флоту. З січня до серпня 1942 року — начальник штабу Охорони водного району Балтійського флоту.
У серпні — грудні 1942 року — начальник штабу Онезького загону кораблів Балтійського флоту. У грудні 1942 — січні 1944 року — начальник штабу Онезької військової флотилії (з липня до серпня 1943 року тимчасово виконував обов'язки командувача флотилії). У січні — серпні 1944 року — командувач Онезької військової флотилії.
З серпня по вересень 1944 року — начальник штабу Ризького морського оборонного району Балтійського флоту.
У вересні 1944 — червні 1945 року — перший командир радянської військово-морської бази Порккала-Удд у Фінляндії.
У червні 1945 — 24 жовтня 1948 року — командувач Амурської військової флотилії.
Указом Президії Верховної Ради СРСР від 14 вересня 1945 року «за зразкове виконання бойових завдань командування на фронті боротьби з японськими імперіалістами та виявлені при цьому відвагу та геройство» контрадміралу Антонову Неону Васильовичу присвоєно звання Героя Радянського Союзу з врученням ордена Леніна та медалі «Золота Зірка» (№ 7128).
24 жовтня 1948 року загинув внаслідок нещасного випадку під час риболовлі на Амурі. Похований в Червонофлотському районі Хабаровська біля пам'ятника морякам-амурцям, які загинули в громадянську війну.

## Військові звання
- Капітан 2 рангу
- Капітан 1 рангу (25.05.1943)
- Контрадмірал (8.07.1945)

## Нагороди
- Герой Радянського Союзу (14.09.1945)
- орден Леніна (14.09.1945)
- два ордени Червоного Прапора (22.02.1944, 5.11.1946)
- орден Вітчизняної війни І ступеня (1.05.1945)
- орден Ушакова ІІ ступеня (22.07.1944)
- орден Червоної Зірки (3.11.1944)
- медаль «За оборону Ленінграда»
- медаль «За перемогу над Німеччиною у Великій Вітчизняній війні 1941—1945 рр.»
- медаль «За перемогу над Японією»
- медаль «30 років Радянській Армії та Флоту»